# Khan Khanne
Lettre filmée de Jean-Luc Godard à Gilles Jacob et Thierry Frémaux
Pour plus de détails, voir Fiche technique et Distribution.
Khan Khanne, sous-titré Lettre filmée de Jean-Luc Godard à Gilles Jacob et Thierry Frémaux est un court métrage documentaire franco-suisse réalisé par Jean-Luc Godard et sorti en 2014.
Il a été réalisé sous la forme d'une lettre vidéo personnelle adressée au président sortant du festival de Cannes, Gilles Jacob, et au directeur artistique Thierry Frémaux, pour expliquer l'absence de Godard au Festival de Cannes 2014 à l'occasion de l'avant-première de son long métrage Adieu au langage. Jacob a par la suite diffusé le film sur internet.
Dans le film, la narration de Godard explique son état d'esprit personnel en tant qu'artiste et le « chemin » qu'il emprunte dorénavant. Khan Khanne comprend des séquences des films de Godard, Allemagne année 90 neuf zéro et King Lear, des citations de Jacques Prévert et de Hannah Arendt, ainsi que des photos en noir et blanc de Jacques Rivette et de François Truffaut, tandis que Godard fait référence à l'automne et dit qu'il va « là où le vent me porte ». Dans King Lear, Godard avait filmé une scène similaire comprenant des photos en noir et blanc de réalisateurs tels que Rivette et Truffaut, mais Godard s'était moqué de Truffaut, alors récemment décédé, dans ce film,,,,.